# Don’t Leave Me
Don’t Leave Me – czternasty singel japońskiego zespołu B’z, wydany 9 lutego 1994 roku. Osiągnął 1 pozycję w rankingu Oricon i pozostał na liście przez 13 tygodni, sprzedał się w nakładzie 1 444 490 egzemplarzy. Singel zdobył status płyty Milion oraz nagrodę „Best 5 Single Award” podczas rozdania 9th Japan Gold Disc Award.
Utwór tytułowy został wykorzystany jako piosenka przewodnia TV dramy Shin kūkō monogatari (jap. 新空港物語) stacji TV Asahi.

## Lista utworów
| Nr | Tytuł               | Czas |
| -- | ------------------- | ---- |
| 1. | „Don’t Leave Me”    | 4:23 |
| 2. | „Mannequin Village” | 3:42 |

## Muzycy
- Tak Matsumoto: gitara, kompozycja i aranżacja utworów
- Kōshi Inaba: wokal, teksty utworów
- Masao Akashi: bas, aranżacja
- Jun Aoyama: perkusja
- SKA-PARA HORNS
  - Kimiyoshi Nagoya (NARGO): trąbka
  - Masahiko Kitahara: puzon
  - Ryūkore Hiyamuta: saksofon altowy
  - GAMOU: saksofon tenorowy
  - Atsushi Yanaka: saksofon barytonowy
- Takanobu Masuda: Organy Hammonda (#1)
- Riyūichirō Senoo: harmonijka ustna (#1)
- Yūichi Ikusawa: chórek (#1)
- Rin Takashima: chórek (#1)
- B+U+M

## Notowania
| Lista                                  | Pozycja |
| -------------------------------------- | ------- |
| Oricon Weekly Singles Chart            | 1       |
| Oricon Monthly Singles Chart           | 1       |
| Oricon Yearly Singles Chart (rok 1994) | 4       |